# Gymnocarena bicolor
Gymnocarena bicolor är en tvåvingeart som beskrevs av Foote 1960. Gymnocarena bicolor ingår i släktet Gymnocarena och familjen borrflugor. Inga underarter finns listade i Catalogue of Life.